# Tchoust
Tchoust, ou Chust, est une ville d'Ouzbékistan. Elle est située dans la province de Namangan, dans la vallée de Ferghana, dans l'est du pays. Tchoust se trouve près de la frontière avec le Kirghizistan.
La ville est le chef-lieu du département (tuman) de Tchoust. Elle est située à une vingtaine de kilomètres au nord du Syr-Daria.
En 2006, sa population s'élevait à 64 966 habitants.

## Historique
Tchoust a le statut de ville depuis 1969. Pendant la période soviétique, la ville porte le nom russe de Чуст (Tchoust). Elle porte désormais le nom ouzbek de Chust.

## Économie
Les principales ressources de Tchoust sont la récolte et le traitement du coton, ainsi que l'artisanat.